# 神威♂楽園
神威♂楽園（かむいがくえん）は、GACKTに瓜二つの顔を持ち、彼を深く敬愛する神威樂斗（かむいがくと）が性徒会長（生徒会長）を務める架空の教育施設。 神威樂斗の祖父に当たる神威藍兎（かむいあいと）が、大正１２年（1923年）に創立した。

「GACKTが仕掛ける、本気の遊び!!」 をコンセプトにしており、GACKTの映像コンテンツGACKT登場するほかにもライブ・コンサートやFC向けイベントを開催するなどしてさまざまな企画を実施している。

2019年、神威樂斗が性徒会長に就任してから10周年を迎えた。

## スクール・モットー
「本気で遊び、本気で学び、命をかけてすべての物事に取り組む」
「女子は美しく、男子は力強く」

## 校歌
作詞：与謝野実篤　作曲：伊集院仁紀　「神威♂楽園 校歌」

## 組織
- 中等部
  - 性徒はいわゆるヤンキーに近い格好をしており、楽性服（学生服、制服）は学ラン。（神威樂斗のみ白ランである。）[4]
- 高等部
  - 男子性徒の服装はブレザー制服と黒ぶちメガネが特徴。女子性徒の服装はブレザー制服に大きなリボンが特徴。リボンはネクタイ、ワッペン等と共に毎年の楽園祭で販売されている。
- 通信教育課程 – 過去にGREEソーシャルゲーム『神威♂楽園』が存在したが、[5]本校に統合された。[6]
- 購買部（グッズ販売）
- 飲食部（樂性ショック堂）

## 委員会
- 性徒会 - 神威財閥の御曹司である性徒会長神威樂斗を楽園の最高レベルに置く組織を形成している。
  - F9 - 神威♂楽園の性徒会役員を務める9人の男たちでS.E.X Japanのメンバー。F9のメンバーがGACKTのインスタグラム動画に登場する際には「神威学園　○○先輩」として紹介されていることもある。
    - 主なメンバー名は以下の通り（順不同）TAKUMI、Sato、隼人（Duel Jewel）、ばる（Duel Jewel）、しんのす（古本新之輔）、Chirolyn、YOU、KAZUYA、 Jun-ji、Chachamaru、君沢ユウキ
    - 2019年トビナ祭のメンバー名は下記の通り。YOU、TAKUMI、Sato、ばる（Duel Jewel）、隼人（Duel Jewel）、しんのす（古本新之助）、マドカ、たくパイパイ、ユースケ、ラッサン、はぎちゃん
- 風紀イィ～ン（風紀委員） - 楽園内の風紀を保つ活動をしており、楽園祭ではまとめ役として活躍している。
- 図書イィ～ン（図書委員）
- 楽園祭実行イィ～ン（実行委員）

## 部活動
- 軽音部 - 2009年以降、ほぼ毎年にわたって開催している楽園祭で様々なアーティストのコピー曲を披露している。まれにGACKTの楽曲を演奏することもあるが、ボーカルは神威樂斗と軽音部メンバーとなるためコピー曲に当たる。
- ダンス部
- 演劇部
- イケメン研究部 [7][8][9][10]
- ヘルボー部　-　トレーニング用のメディシンボール（通称：ヘルボール）を使って腹筋や体幹の強度を競い合っている。
- 雪板苦羅武 - 2011年に長野県内のスキー場で冬山合宿が開催された。[11]

## 行事

### 楽園祭
全ての来場者、出演者、スタッフに学生服の着用が義務づけられている。「楽性服」の販売もある。公演名は「東京公演」ではなく「東京分校」のように、開催地名+分校で表記される。これまでの開催内容は次の通り。
- 神威♂楽園 de イキナ祭（2009年） 
  - ゲスト - 相川七瀬（楽園のマドンナ）、吉田秀彦（5年A組柔道部）、ブラックマヨネーズ小杉（大阪分校の同級生）、天野ひろゆき（図書イィ～ン）、井上正大（2年A組演劇部）、本郷奏多（飛び級の２年生）
- 神威♂楽園 de フキナ祭（2010年）
  - ゲスト - 相川七瀬、本郷奏多
- 神威♂楽園 de ダシナ祭（2012年）
  - ゲスト - 鬼龍院翔、吉田秀彦、木村真那　月、塚本高史
- 神威♂楽園 de セメナ祭（2013年）
- 神威♂楽園 de マトメナ祭（2014年）
  - ゲスト - 鬼龍院翔
- 神威♂楽園 de ダシテクダ祭（2015年）
- 神威♂楽園 de ヒラキナ祭（2017年）
  - ゲスト - 鬼龍院翔
- 神威♂楽"園 de オタチナ祭（2018年）[注釈 1]
- 神威♂楽"園 de トビナ祭（2019年）

### 修楽旅行（修Gack旅行、修GACK旅行）
- 2007年 – 浅草（中等部）[12]
- 2008年 – 横浜[13]
- 2009年 – 山梨[14]
- 2010年 – オランダ・アムステルダム [15]
- 2012年 – 鎌倉 [16]
- 2013年 – 上越 [17]
- 2014年 – 茨城 [18]
- 2015年 – 北海道 [19]

### 雪上体イック祭 （雪上体育祭）
FCイベント
- 2010（第87期）
- 2012（第88期）
- 2014（第90期）
- 2015（第91期）

### GACKT presents 神威♂楽園
他校との「文化交流」または「抗争」として紹介されている。 神威♂楽園を脅かす「神威大四凶殺（かむいだいよんきょうさつ）」（聖VAMPS学園、金爆工業、氣志團定時制、月海農業）とお互いが主催する複数のライブ・コンサートに出演・共演している。
- VAMPS HALLOWEEN PARTY
  - 2015年 - ナースコスプレで L’Arc～en～Ciel「STAY AWAY」の歌とダンスを披露した。
- 氣志團万博
  - 2015年
  - 2016年
- ニコニコ超会議2015

## その他スピンオフ
- 青春学園岩石（せいしゅんがくえんろっく）
  - 独自書下ろしのオリジナルソングを演奏する過激でお下品なバンド「THE BA・LUE HEARTS」 （Vo.バルト、Gt.ガーシー、Dr.サメちゃん、Ba.しんちゃん）が開催するライブハウス・ツアー。

## 設定
- 創立約100年の伝統と由緒正しいスーパーセレブ校
- 創設者は神威財閥の神威藍兎
- 創設者の孫にあたる当財閥の御曹司にしてその性徒会長が神威楽斗。日本を代表する大物アーティストのGACKTに瓜二つの顔を持つがまったくの別人にして、彼を深く敬愛している。時折、GACKTのオフィシャルLINEを自らの力で乗っ取ることがある。ウェーブを掛けたパーマのような短い髪型と黒ぶち眼鏡が特徴
- モットーは「女子は美しく、男子は力強く」、「本気で学び本気で遊び、文武両道と音楽を大切にすること」
- 基本的な楽性服は赤を基調としたブレザーで性徒会長とF9は黒ぶち眼鏡を着用。
- この学園の校内勢力図については、レベルの高い順に以下のとおりで、学園政治においては神威楽斗の長期的な独裁政権になっている。

1. （性徒会長）神威楽斗
2. （性徒会役員）F9→主にGACKTの専属で活動しているバックダンサーやバンド等のスタッフ達の集まりで、必ず名前に「〜先輩」となっている。
3. 禿津校長、亀井教頭
4. 先生
5. 一般の神威♂楽園性徒

○修得単位システム○
- 進級条件は22単位修得
- 神威♂楽園の関連行事公演に参加した場合に1単位とする
- 全国を7地域に分け、各地域ごとの必須単位を全習得した性徒から2年生への進級可能
- 性徒会より配布される「楽性証」が修得単位数の記録票となっており、自己管理で紛失無きよう所持すること
- 楽性証を紛失した場合は遅滞なく、たて4cm×よこ3cmの写真を用意した上で申請（神威♂楽園の行事期間中にのみ発行可能）

ただし、それまで苦労して手に入れた修得単位がすべて無効となる
- 「優秀」まで単位修得した地域に単位シールを発行
- 神威♂楽園の退楽者及びGACKTの公式ファンクラブ（G&LOVERS）の退会者は、退いた当日より単位失効となる

○公演でのお決まり○
- 一般の神威♂楽園性徒（＝入場者）は公演当日に認証窓口で本人確認を行う。ドレスチェック、チケット回収を行う際にG&LOVERS会員証、顔つき公的身分証明証、顔写真を提示する。

○公演について○
- 定期的に開催される楽園祭の全私財は神威♂楽園または神威財閥より出費
- 出演するユニット名は神威♂楽園に属する軽音楽部 Super EXcellent high school stundents in JAPAN（略称SEX Japan）
- GACKTのファンクラブに属する者は神威♂楽園性、そうでない者は他校性と称される。ファンクラブイベントではあるが、非会員もチケット購入可。
- 席種は通常のS席、A席、といったものではなく、性徒会指定シート、性徒会長特別親衛隊席、会長親衛隊補佐シート、会長左翼親衛隊シート、会長右翼親衛隊シートといった区分がなされる。
- 学生服の着用がドレスコードとなっているため、当日普段着である場合はチケットを持っていても入場はできない。この為、学校の制服がある学生以外は、学生服をドン・キホーテ等の各コスプレ販売取扱店やGACKTのホームページから購入、レンタル等で事前に用意する必要がある。
- 歌われる楽曲は、本人の持ち曲でないこともある。
- sa'ToshI（X JAPAN Toshlお墨付きのものまねタレント）も出演者として参加する場合があり、GACKTやF9がセーラー服やナースといった女装コスプレでダンスと歌のパフォーマンスを披露することもある。

○あいさつ○
日本の古来から伝わる上品な言葉遣いを基にするあいさつを用いている。
| 神威楽園     | 日本語             | 英語                                       |
| ------------ | ------------------ | ------------------------------------------ |
| ごきげんよう | こんにちは、またね | Hello / Good Afternoon / See you!          |
| ありがたきぃ | ありがとう         | Thank you!                                 |
| よろしいか   | いいですか         | Are you OK ? / Are you ready?              |
| かしこまりぃ | わかりました       | OK. / I got it.                            |
| おきばりぃ   | がんばれ           | Keep it up!                                |
| ごぶれい     | ごめんなさい       | I am sorry / Excuse me.                    |
| よろこばしぃ | よかったね！       | You are welcome. / I am glad to hear that. |
| おめでたきぃ | おめでとう！       | Conglaturations!                           |